# Az Ayakashi Ayashi – Különös történetek a Tenpou-korból epizódjainak listája
Ez a lista az Ayakashi Ayashi – Különös történetek a Tenpou-korból című animesorozat epizódjainak felsorolását tartalmazza.

## Anime epizódlista
| #  | Epizód címe                                                                                          | Első japán sugárzás | Első angol sugárzás |
| -- | --- | ------------------- | ------------------- |
| 1  | The Youi Cometh Yōi, Kitaru (妖夷、来たる)                                                           | 2006. október 7.    | 2011. március 1.    |
| 2  | After the Fall of the Mountain God Yama no Kami Ochite (山の神堕ちて)                                | 2006. október 14.   | 2011. március 2.    |
| 3  | The Undercurrents of Beautiful Edo Hana Edo Anryū (華江戸暗流)                                       | 2006. október 21.   | 2011. március 3.    |
| 4  | Life-Size Dolls Iki Ningyo (生き人形)                                                                | 2006. október 28.   | 2011. március 4.    |
| 5  | The Tale of a Murderer Hitogoroshi no Hanashi (ひとごろしのはなし)                                   | 2006. november 4.   | 2011. március 7.    |
| 6  | Racing Dragon Aura Ryūki Hashiru (竜気奔る)                                                          | 2006. november 11.  | 2011. március 8.    |
| 7  | The Dragon is Within the Cloud Ryū wa Kumo ni (竜は雲に)                                             | 2006. november 18.  | 2011. március 9.    |
| 8  | Fox Theatre Kitsune Shibai (狐芝居)                                                                  | 2006. november 25.  | 2011. március 10.   |
| 9  | Front and Back Omote to Ura (面と怨)                                                                 | 2006. december 2.   | 2011. március 11.   |
| 10 | A Maiden's Dance Like Spring Flowers Yayoi Hana Niō Musume no Kagura (弥生花匂女神楽)                | 2006. december 9.   | 2011. március 14.   |
| 11 | Nikkō Fey Road Nikkō Kaidō (日光怪道)                                                                | 2006. december 16.  | 2011. március 15.   |
| 12 | Hakuryu Howls to the Moon Hakuryū, Tsuki ni Hoeru (駁竜、月に吠える)                                 | 2006. december 23.  | 2011. március 16.   |
| 13 | Heaven, Hell and a Book of Rumors Jigoku Gokuraku Fūbungaki (地獄極楽風聞書)                         | 2006. december 30.  | 2011. március 17.   |
| 14 | Butterfly Dance Kochō Umai (胡蝶舞)                                                                  | 2007. január 13.    | 2011. március 18.   |
| 15 | Woman of Rashōmon Alley Rashōmon Gashi no Onna (羅生門河岸の女)                                      | 2007. január 20.    | 2011. március 21.   |
| 16 | People of Craft Ki no Tami (機の民)                                                                  | 2007. január 27.    | 2011. március 22.   |
| 17 | Cloistered World Kakuriyo (幽世)                                                                     | 2007. február 3.    | 2011. március 23.   |
| 18 | Wanderer's Paradise Hyōhakusha no Rakuen (漂泊者の楽園)                                              | 2007. február 10.   | 2011. március 24.   |
| 19 | Three Yukiatsus Sannin Yukiatsu (三人往壓)                                                           | 2007. február 17.   | 2011. március 25.   |
| 20 | Shinobazu Pond Lullaby Shinobazunoike Komoriuta (不忍池子守唄)                                       | 2007. február 24.   | 2011. március 28.   |
| 21 | To End on a Starry Night Seiya ni Hatsu (星夜に果つ)                                                 | 2007. március 3.    | 2011. március 29.   |
| 22 | The Drunk Who Won't Come Home Kaette Konai Yopparai (帰ってこないヨッパライ)                         | 2007. március 10.   | 2011. március 30.   |
| 23 | Official Construction in Old Canal of Inba Marsh Inbanuma Furuhori Sujigofushin (印旛沼古堀筋御普請) | 2007. március 17.   | 2011. március 31.   |
| 24 | Fantasy of the Latter Southern Dynasty Gonanchō Gensō (後南朝幻想)                                   | 2007. március 24.   | 2011. április 1.    |
| 25 | People are Ayashi Hito wa Ayashi (ヒトハアヤシ)                                                      | 2007. március 31.   |                     |

## OVA epizódlista
| #           | Epizód címe                                    | Első japán sugárzás  |
| ----------- | ---------------------------------------------- | -------------------- |
| Inferno I   | The River of Wailing Nageki no Kawa (嘆きの河) | 2007. augusztus 22.  |
| Inferno II  | The City of Dis Dīte no Ichi (ディーテの市)    | 2007. szeptember 26. |
| Inferno III | Purgatory Hill Rengokuzan (煉獄山)             | 2007. szeptember 26. |
| Inferno IV  | Heaven on Earth Chijō Rakuen (地上楽園)        | 2007. október 24.    |
| Inferno V   | Myth Shinwa (神話)                             | 2007. október 24.    |